# Chiesa di Sant'Edith Stein
La chiesa di Sant'Edith Stein è un luogo di culto cattolico di Roma, sede dell'omonima parrocchia, nella zona Torre Angela, in via Siculiana.
Essa è una delle nuove chiese di Roma: i lavori di costruzione, iniziati il 20 ottobre 2006 su progetto dell'architetto Roberto Panella, si sono conclusi nel 2009. La chiesa è stata consacrata dal cardinale vicario Agostino Vallini il 22 marzo 2009.
La chiesa è sede della parrocchia omonima, istituita dal cardinale Camillo Ruini l'11 ottobre 1998, lo stesso giorno in cui la santa titolare veniva canonizzata da papa Giovanni Paolo II.
Dice l'architetto:
(Dal sito di Roma Sette)
Il presbiterio è abbellito da vetrate policrome che raffigurano le sante Edith Stein, Brigida di Svezia e Caterina da Siena, proclamate compatrone d'Europa da Giovanni Paolo II nel 1999. Una vetrata trasparente separa l'aula liturgica dalla cappella feriale del Santissimo Sacramento.